# Can Costa (Llagostera)
Can Costa és un jaciment en superfície al mig de la plana de Llagostera (Gironès), inclòs a l'Inventari del Patrimoni Arqueològic i Paleontològic de Catalunya.
Es troba a prop de la riera Verneda, en els camps de conreu de la Masia de Can Costa, en la zona de la Bruguera Alta. Fou descobert per Francesc Vergés, membre del Museu Arqueològic de Llagostera. Pel que fa al registre material, excepte dues peces de sílex la majoria del material són roques dures. En destaquen els següents artefactes:
- una gran ascla cortical amb extraccions inverses proximals,
- un chopping-tool denticulat sobre còdol,
- una ascla levallois,
- un útil discoïdal amb extraccions centrípetes i bifacials,
- un bifacial,
- un nucli levallois típic,
- una lamineta en sílex i
- un gratador sobre làmina en sílex.[1]

Tant per la tipologia com per la matèria primera utilitzada, aquest conjunt s'han ubicat cronològicament en el Paleolític Inferior-Mitjà, excepte les dues últimes peces, atribuïbles al Paleolític Superior.